# August Silber
August Martin Silber (* 30. Juli 1895 in Kehtna, Gouvernement Estland; † 13. April 1942 in Swerdlowsk, Sowjetunion) war ein estnischer Fußballspieler und -schiedsrichter. 1938 estnisierte er seinen Familiennamen in Sillapere.

## Karriere
In seiner fußballerischen Karriere spielte August Silber von 1922 bis 1923 beim Tallinna JK. Im selbigen Zeitraum absolvierte er drei Länderspiele für die Estnische Fußballnationalmannschaft. Das Debüt gab er im September 1922 in Riga gegen den Gastgeber Lettland. Zwei weitere Einsätze absolvierte er beim 5:0-Auswärtssieg in Kaunas gegen Litauen, sowie das letzte Länderspiel im Juli 1923 gegen die Lettische Auswahl im Kalevi Stadion von Tallinn. Später sollte er noch für einige Zeit als Fußballschiedsrichter aktiv sein.

## Familie
August Silber wurde als letztes von vier Kindern von Mart Silber (1860–1932) und dessen Ehefrau Liiso (geb. Treimann) geboren. Die ersten beiden Kinder Liisa Pauline und Michael verstarben im Alter von einem und drei Jahren. Am 3. Oktober 1924 heiratete August im Alter von 29 Jahren Ida Kuusberg. Die Ehe blieb Kinderlos. August Silber war der jüngere Bruder des estnischen Fußballers, Otto Silber (1893–1940) der von den sowjetischen Besatzungsbehörden ebenfalls hingerichtet wurde.

## Tod
Mit der sowjetischen Besetzung Estlands, die durch Terror und Massendeportationen gegen die estnische Bevölkerung gekennzeichnet war, wurde Silber verhaftet und im Kriegsgefangenenlager Swerdlowsk hingerichtet.